# Jiří II. Sasko-Meiningenský
Jiří II, vévoda sasko-meiningenský (2. dubna 1826 Meiningen – 25. června 1914 Bad Wildungen), byl předposlední člen vládnoucí dynastie Sasko-meiningenského vévodství panující v letech 1866 až 1914. Pro svůj přínos a podporu úspěšného dvorního divadla byl také známý jako Theaterherzog ("divadelní vévoda").

## Rodina a mládí
Jiří byl jediný syn Bernharda II, vévody sasko-meiningenského a jeho manželky princezny Marie Frederiky Hesensko-Kasselské. Jeho narození dne 2. dubna 1826 bylo poddanými jeho otce přijato s velkou úlevu, jelikož nástupnictví ve vévodství bylo v ohrožení z důvodu nedostatku mužských dědiců v rodině. Jiří zůstal sedmnáct let jedináčkem a poté se mu v roce 1843 narodila sestra, princezna Augusta.

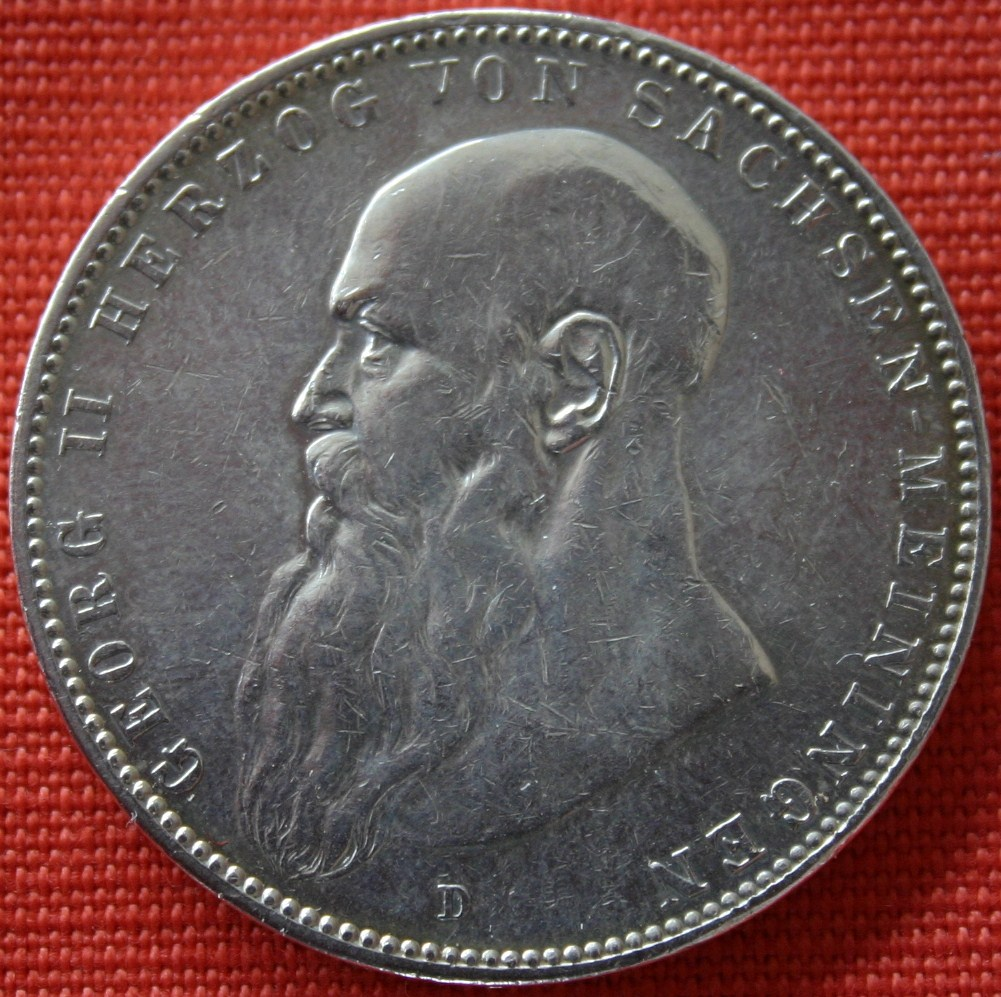
Pětimarková mince zobrazující Jiřího II., 1908.

Jiří strávil dětská léta pod dohledem rodičů a babičky, vévodkyně Luisy Eleonory. Právě ona vštípila Jiřímu vlastenecké ctnosti jejich rodu, stejně jako smysl pro povinnost potřebný pro vládnutí.
V roce 1862, si jeho jediná sestra vzala prince Mořice, mladšího syna Jiřího, vévody sasko-altenburského. Stali se rodiči Arnošta II., vévody sasko-altenburského, posledního vládnoucího představitele Saska-Altenburska.

### Vévoda sasko-meiningenský
Jiří nahradil svého otce jako vévoda sasko-meiningenský 20. září 1866, kdy byl Bernhard donucen abdikovat po porážce Rakouska v Prusko-rakouské válce. Na rozdíl od svého otce zůstal Jiří během války loajální vůči Prusům a byl odměněn pozicí generálporučíka pruské armády. Během prusko-rakouské války vedl Jiří dva pluky vojáků z Meiningenu a vedl si úspěšně v bitvě u Froeschweileru. Poté bojoval téměř v každé bitvě této války. Jiří byl členem štábu císaře Viléma I, když vstoupil do Paříže a zůstal jeho blízkým přítelem až do císařovy smrti v roce 1888.

## Vztah k divadlu a hudbě

### Meiningenský divadelní soubor
Po prusko-francouzské válce se Jiří věnoval divadlu. Byl jedním z největších intelektuálů z řad vyšší šlechty v období Německého císařství. Zvláště známý je kvůli založení a podpoře Meiningenského divadelního souboru pro jeho dvorní divadlo. Díky svým znalostem z dějin umění a kreslířským dovednostem navrhoval velmi detailní, historicky přesné kulisy, kostýmy a rekvizity. Kromě toho se stal vynikajícím choreografem velkých davových scén, které ohromily diváky v celé Evropě. Se svým souborem procestoval Evropu a měl hluboký vliv na divadelní produkce napříč kontinentem. Není pochyb o tom, že v tomto období se vyvinula role režiséra jako samostatného činitele, který hru pozoroval, řídil a byl zodpovědný za celkové pojetí, interpretaci, styl a detail divadelního představení. Meiningenský soubor od počátku do 30. let 19. století pod vedením Jiřího II. a Ludwiga Chronegka se vyvinul v divadelní společnost zbavenou systému manažerů a hereckých hvězd. Jejich režie se soustředila na realistické herectví a inscenování. Zpočátku šlo o stálý soubor kamenného dvorního divadla, ale od roku 1874 se stal souborem převážně zájezdním, který sklízel úspěchy na evropských turné.
V článku pro Deutsche Bühne vévoda Jiří nastínil své režisérské principy: nejdůležitější bylo vytvoření jevištního obrazu (vizuální efekt vytvořený syntézou herců s kulisami a rekvizitami), historická přesnost v mizanscénách, herecký styl, který používá přesné pohybové a vokální imitace, použití autentických kostýmů pro dané období a přesné plánování a choreografie skupinových a davových scén.
Původním cílem Meiningenského souboru bylo vytvořit historicky co nejpřesnější mise en scéne. Meiningenští se snažili vytvořit iluzi přírodních prostor na jevišti. Vévoda Jiří kladl důraz především na vytvoření přirozené iluzorní atmosféry pro herce. Chronegk a vévoda připravovali režijní nákresy a diagramy znázorňující herce a jejich pohyby v dobovém oblečení, aby se dosáhlo co nejpřirozenějšího dojmu pro diváka. Meiningenská režijní práce ovlivnila řadu dramatiků jako např. Henrika Ibsena, herců jako Henry Irvinga a režisérů jako byli André Antoine nebo Konstantin Sergejevič Stanislavskij.
Realistické pojetí poskytovalo Meiningenskému souboru prostředky, kterými divadelní umělec vytváří iluzi každodenního života. Umění mělo podle tohoto konceptu napodobovat vědu a zobrazovat život takový, jaký je bez dalšího komentáře, interpretace a strukturování známé z tehdy rozšířené pièce bien faite. Vévoda věřil, že téměř živoucí reality se na jevišti dosáhne pečlivým studiem hry a detailní režií. Jeho hlavním příspěvkem divadelnímu umění nebylo jen použití realistických kulis a kostýmů, ale i to, jak se snažil integrovat herce do mizanscény. Použití historicky přesného kostýmu mělo pomoci herci hrát ve stylu, který odpovídal jednotě s ostatními prvky scény. Požadoval, aby všichni herci byli na většině zkoušek a pečlivě promýšlel i pohyby a činnost každého jedince v davových scénách. Od jednotlivých členů davu se stejně jako od představitelů hlavních rolí očekávalo, že svůj výkon přizpůsobí charakteru události zachycené na jevišti. Vévoda byl známý pro svůj skvělý zrak a paměť a často pracoval bez scénáře, čistě z hlavy a že využíval běžce, který sděloval jeho nápady asistentu Chronegkovi. Protože v letech 1874 až 1890 soubor intenzivně cestoval, ovlivnila meiningenská inscenační metoda celý divadelní svět. Jiří II. bývá považován prvního moderního režiséra.

### Meiningenský dvorní orchestr
Vévoda byl také patronem jednoho z předních evropských orchestrů, Meiningenského dvorního orchestru. Orchestr dosáhl zvláštního uznání poté, co pro něj v roce 1880 vévoda najal dirigenta Hanse von Bülow. Bülow zavedl přísné zkušební metody a s vévodovým svolením najal osm hudebníků, čímž zvýšil počet členů orchestru na 44. Bülow nabídl orchestr ke zkoušení Johannesu Brahmsovi, který s ním nazkoušel svůj Druhý klavírní koncert a Třetí symfonii a uvedl premiéru Čtvrté symfonie, kterou sám oddirigoval. Spor Bülowa s Brahmse o tom, kdo bude dirigovat premiéru Čtvrté symfonie ve Frankfurtu vedl Bülowa k rezignaci (Brahms ho předešel a provedl symfonii s místním orchestrem). Na Bülowovo místo nastoupil jeho tehdy dvacetiletý asistent Richard Strauss, který po měsíci rezignoval, a pak Fritz Steinbach. Steinbach byl milovníkem Brahmse, a uspořádal Brahmsův festival v Meiningenu v letech 1895 a 1897 za účasti skladatele. Privátní koncert nacvičil s orchestrem Brahms v roce 1891, aby vyzdvihl umění prvního klarinetisty, Richarda Muhlfelda; Brahms pak pro Muhlfeld složil Klarinetové trio, Klarinetové kvinteto a dvě klarinetové sonáty. V roce 1897 nechal vévoda v meiningenské anglické zahradě vytvořit Brahmsův památník od Adolfa von Hildebranda.

## Stáří a smrt
Ve stáří trpěl Jiří II. akutní hluchotou a odešel z aktivního života. Rád lovil a cestoval, byl sběratelem starožitností a rukopisů. Zemřel 25. června 1914 v Bad Wildungen, následován svým nejstarším synem Bernhardem. Je pohřben na hřbitově v Meiningenu (Parkfriedhof) vedle své třetí ženy.

## Manželství

### První

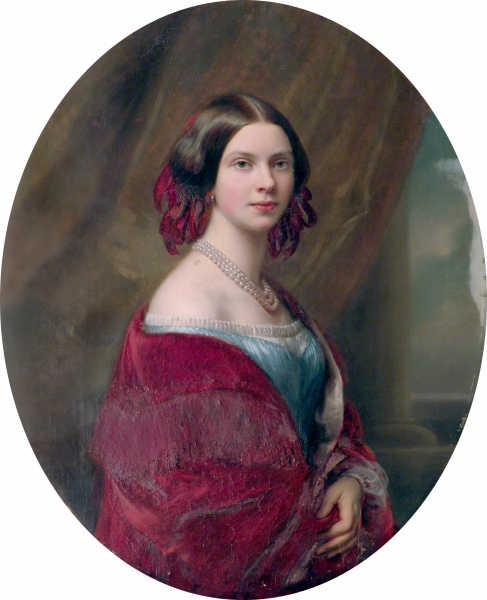
Šarlota Pruská (autor neznámý).

Jiří se poprvé oženil s princeznou Šarlotou Pruskou v Charlottenburgu dne 18. května 1850.  Šarlota byla nejstarší dcerou Albrechta Pruského a Marianny Oranžské a vnučkou Fridricha Viléma III. Pruského a Viléma I. Nizozemského.
Měli čtyři děti:
- 1. Bernard III. Sasko-Meiningenský (1. 4. 1851 Meinigen – 16. 1. 1928 tamtéž), poslední vévoda sasko-meiningenský v letech 1914–1918
  - ⚭ 1878 Šarlota Pruská (24. 7. 1860, Postupim – 1. 11. 1919 Baden-Baden)
- 2. Jiří Albrecht Sasko-Meiningenský (12. 4. 1852 Meinigen – 27. 1. 1855 tamtéž), zemřel v dětství
- 3. Marie Alžběta Sasko-Meiningenská (23. 9. 1853 Postupim – 22. 2. 1923 Mnichov), zemřela svobodná a bezdětná
- 4. Nepojmenovaný syn (29. 3. 1855 – 30. 3. 1855)

Byl to sňatek z lásky, sňatek následoval krátce po zásnubách. Mezi svatebními dary byla opulentní stará vila na břehu jezera Como od matky Marianny, která na počest své nové majitelky získala jméno Villa Carlotta. Následujících pět let strávili manželé v Berlíně a Postupimi, ale před narozením dětí se vždy vrátili se do Meiningenu.
27. ledna 1855 zemřel jejich druhý syn Jiří. Šarlota jej následovala o dva měsíce, umírá při porodu syna, který nepřežil první den svého života. Mladý princ Jiří je trojí smrtí svých nejbližších hluboce zasažen. Jedenáct let po Šarlotině smrti, v roce 1866, se Jiří stal vévodou sasko-meiningenským.

### Druhé

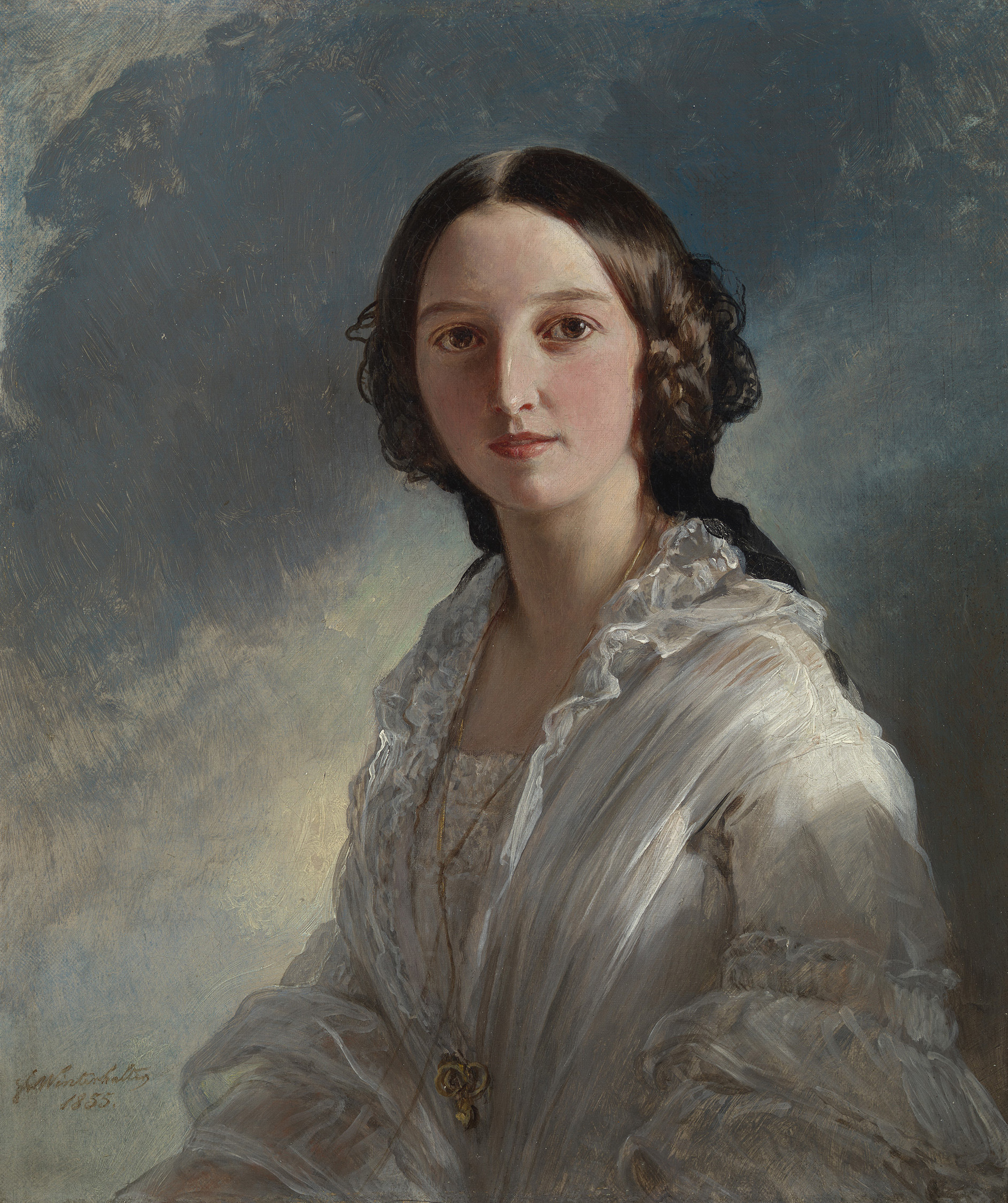
Feodora Hohenlohe-Langenburská, c. 1860 (autor: Franz Xaver Winterhalter)

Jiří nebyl vdovcem dlouho, chtěl najít novou matku pro své dvě malé děti. Na cestě do Itálie potkal svou sestřenici z druhého kolene princeznu Feodoru Hohenlohe-Langenburskou a ihned se zasnoubili. Feodora byla neteří královny Viktorie, dcerou Victoriiny nevlastní sestry princezny Feodory Leiningenské a jejího manžela Arnošta I., prince Hohenlohe-Langenburského. 23. října 1858 se snoubenci vzali v Langenburgu.
Jiří a Feodora měli tři syny:
- 1. Arnošt Sasko-Meiningenský (27. 9. 1859 – 29. 12. 1941)
  - ⚭ 1892 Katharina Jansen (25. 1. 1874 Kiel – 19. 4. 1945)
- 2. Fridrich Sasko-Meiningenský (12. 10. 1861 – 23. 8. 1914), padl v 1. světové válce u Tarcienne ve Francii
  - ⚭ 1889 Adelaida z Lippe-Biesterfeldu (22. 6. 1870 – 3. 9. 1948 Detmold)
- 3. Viktor Sasko-Meiningenský (14. 5. 1865 Meiningen – 17. 5. 1865 tamtéž)

Jejich manželství nebylo šťastné. Jiří se nikdy nesmířil s Šarlotinou smrtí a Feodora se k němu povahově nehodila. Neměla žádné intelektuální ani umělecké vědomosti; ještě horší bylo, že neměla zájem se jakkoli rozvíjet. Přesto se Jiří snažil ji vzdělávat, zejména v umění a historii. Po smrti třetího syna Feodora opouštěla Meiningen tak často, jak to bylo jen možné. V roce 1866 se stala vévodkyní sasko-meiningenskou.
V lednu 1872 Feodora onemocněla spálou a následující měsíc zemřela. I přes mnohé rozdíly mezi manželi, ji Jiří měl stále rád a její nemoc jej velmi rozrušila; dvakrát denně psal telegramy jejím rodičům.

### Třetí

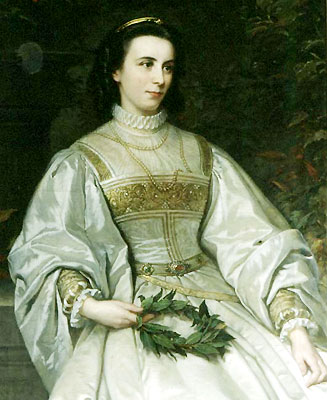
Ellen Franzová, c. 1870. (Autor: Oskar Begas)

Potřetí se vévoda oženil v Liebensteinu 18. března 1873 s Ellen Franzovou, bývalou herečkou. Šlo o morganatický svazek. Krátce před sňatkem byla titulovaná jako Helena, "baronka von Holdburg".
Nerovný svazek velmi rozhněval císaře Viléma, pravděpodobně i proto, že Jiřího první žena byla jeho vnučkou. Jiří byl naopak velmi nevrlý, když někdo dával jeho ženě najevo, že jej není hodna. Jedním z takových byl i Jiřího otec ex-vévoda Bernhard, ale také někteří úředníci a ministři, kteří na protest rezignovali na své úřady. Mezi obyčejnými lidmi se pár naopak těšil velké oblibě. Ellen se intenzivně angažovala v Jiřího divadelních aktivitách.
Pár neměl žádné děti.

## Vývod z předků
|                             |                                           |  |                                 |                                             |  |  |  |  |  |  |  | Bernard I. Sasko-Meiningenský |
|                             |                                           |  |                                 |                                             |  |  |  |  |  |  |  |                               |
|                             | Anton Ulrich Sasko-Meiningenský           |  |                                 |                                             |  |  |  |  |  |  |  |                               |
|                             |                                           |  |                                 |                                             |  |  |  |  |  |  |  |                               |
|                             |                                           |  |                                 | Alžběta Eleonora Brunšvicko-Wolfenbüttelská |  |  |  |  |  |  |  |                               |
|                             |                                           |  |                                 |                                             |  |  |  |  |  |  |  |                               |
|                             | Jiří I. Sasko-Meiningenský                |  |                                 |                                             |  |  |  |  |  |  |  |                               |
|                             |                                           |  |                                 |                                             |  |  |  |  |  |  |  |                               |
|                             |                                           |  |                                 | Karel I. Hesensko-Philippsthalský           |  |  |  |  |  |  |  |                               |
|                             |                                           |  |                                 |                                             |  |  |  |  |  |  |  |                               |
|                             | Šarlota Amálie Hesensko-Philippsthalská   |  |                                 |                                             |  |  |  |  |  |  |  |                               |
|                             |                                           |  |                                 |                                             |  |  |  |  |  |  |  |                               |
|                             |                                           |  |                                 | Karolína Kristíny Sasko-Eisenašská          |  |  |  |  |  |  |  |                               |
|                             |                                           |  |                                 |                                             |  |  |  |  |  |  |  |                               |
|                             | Bernard II. Sasko-Meiningenský            |  |                                 |                                             |  |  |  |  |  |  |  |                               |
|                             |                                           |  |                                 |                                             |  |  |  |  |  |  |  |                               |
|                             |                                           |  |                                 | Ludvík Hohenlohe-Langenburgský              |  |  |  |  |  |  |  |                               |
|                             |                                           |  |                                 |                                             |  |  |  |  |  |  |  |                               |
|                             | Kristián Albrecht Hohenlohe-Langenburgský |  |                                 |                                             |  |  |  |  |  |  |  |                               |
|                             |                                           |  |                                 |                                             |  |  |  |  |  |  |  |                               |
|                             |                                           |  |                                 | Eleanor Nasavsko-Saarbrückenská             |  |  |  |  |  |  |  |                               |
|                             |                                           |  |                                 |                                             |  |  |  |  |  |  |  |                               |
|                             | Luisa Eleonora Hohenlohe-Langenburgská    |  |                                 |                                             |  |  |  |  |  |  |  |                               |
|                             |                                           |  |                                 |                                             |  |  |  |  |  |  |  |                               |
|                             |                                           |  |                                 | Fridrich Karel zo Stolberg-Gedernu          |  |  |  |  |  |  |  |                               |
|                             |                                           |  |                                 |                                             |  |  |  |  |  |  |  |                               |
|                             | Karolína zo Stolberg-Gedernu              |  |                                 |                                             |  |  |  |  |  |  |  |                               |
|                             |                                           |  |                                 |                                             |  |  |  |  |  |  |  |                               |
|                             |                                           |  |                                 | Luisa Nasavsko-Saarbrückenská               |  |  |  |  |  |  |  |                               |
|                             |                                           |  |                                 |                                             |  |  |  |  |  |  |  |                               |
| Jiří II. Sasko-Meiningenský |                                           |  |                                 |                                             |  |  |  |  |  |  |  |                               |
|                             |                                           |  |                                 |                                             |  |  |  |  |  |  |  |                               |
|                             |                                           |  | Fridrich II. Hesensko-Kasselský |                                             |  |  |  |  |  |  |  |                               |
|                             |                                           |  |                                 |                                             |  |  |  |  |  |  |  |                               |
|                             | Vilém I. Hesenský                         |  |                                 |                                             |  |  |  |  |  |  |  |                               |
|                             |                                           |  |                                 |                                             |  |  |  |  |  |  |  |                               |
|                             |                                           |  |                                 | Marie Hannoverská                           |  |  |  |  |  |  |  |                               |
|                             |                                           |  |                                 |                                             |  |  |  |  |  |  |  |                               |
|                             | Vilém II. Hesenský                        |  |                                 |                                             |  |  |  |  |  |  |  |                               |
|                             |                                           |  |                                 |                                             |  |  |  |  |  |  |  |                               |
|                             |                                           |  |                                 | Frederik V.                                 |  |  |  |  |  |  |  |                               |
|                             |                                           |  |                                 |                                             |  |  |  |  |  |  |  |                               |
|                             | Karolina Vilemína Dánská                  |  |                                 |                                             |  |  |  |  |  |  |  |                               |
|                             |                                           |  |                                 |                                             |  |  |  |  |  |  |  |                               |
|                             |                                           |  |                                 | Luisa Hannoverská                           |  |  |  |  |  |  |  |                               |
|                             |                                           |  |                                 |                                             |  |  |  |  |  |  |  |                               |
|                             | Marie Frederika Hesensko-Kasselská        |  |                                 |                                             |  |  |  |  |  |  |  |                               |
|                             |                                           |  |                                 |                                             |  |  |  |  |  |  |  |                               |
|                             |                                           |  |                                 | August Vilém Pruský                         |  |  |  |  |  |  |  |                               |
|                             |                                           |  |                                 |                                             |  |  |  |  |  |  |  |                               |
|                             | Fridrich Vilém II.                        |  |                                 |                                             |  |  |  |  |  |  |  |                               |
|                             |                                           |  |                                 |                                             |  |  |  |  |  |  |  |                               |
|                             |                                           |  |                                 | Luisa Amálie Brunšvicko-Wolfenbüttelská     |  |  |  |  |  |  |  |                               |
|                             |                                           |  |                                 |                                             |  |  |  |  |  |  |  |                               |
|                             | Augusta Pruská                            |  |                                 |                                             |  |  |  |  |  |  |  |                               |
|                             |                                           |  |                                 |                                             |  |  |  |  |  |  |  |                               |
|                             |                                           |  |                                 | Ludvík IX. Hesensko-Darmstadtský            |  |  |  |  |  |  |  |                               |
|                             |                                           |  |                                 |                                             |  |  |  |  |  |  |  |                               |
|                             | Frederika Luisa Hesensko-Darmstadtská     |  |                                 |                                             |  |  |  |  |  |  |  |                               |
|                             |                                           |  |                                 |                                             |  |  |  |  |  |  |  |                               |
|                             |                                           |  |                                 | Karolína Zweibrückenská                     |  |  |  |  |  |  |  |                               |
|                             |                                           |  |                                 |                                             |  |  |  |  |  |  |  |                               |